# 대한민국 민법 제278조
대한민국 민법 제278조는 준공동소유에 대한 민법 물권법 조문이다.

## 조문
제278조(준공동소유) 본절의 규정은 소유권 이외의 재산권에 준용한다. 그러나 다른 법률에 특별한 규정이 있으면 그에 의한다.

第278條(準共同所有) 本節의 規定은 所有權 以外의 財産權에 準用한다. 그러나 다른 法律에 特別한 規定이 있으면 그에 依한다.

## 참고 문헌
- 오현수, 일본민법, 진원사, 2014. ISBN 978-89-6346-345-2
- 오세경, 대법전, 법전출판사, 2014 ISBN 978-89-262-1027-7
- 이준현, LOGOS 민법 조문판례집, 미래가치, 2015. ISBN 979-1-155-02086-9

## 같이 보기
- 공유